# Tombe étrusque de La Malpensata
La tombe étrusque de La Malpensata est située  dans la commune de Radda in Chianti, dans la province de Sienne, en Toscane.
Le site archéologique comporte deux tombes : 
- Une  tombe étrusque datant entre la fin du VIIe et le milieu du VIe siècle av. J.-C.
- Une tombe de l'époque de la Rome antique.

## Historique
La tombe étrusque est une tombe à chambre en pierre avec un toit à double pente (a capanna) et un court dromos. La tombe était intacte à sa découverte, mais son mobilier funéraire était endommagé à cause de l'effondrement de son toit.
Les objets retrouvés sont exposés au musée archéologique du Chianti senese à Castellina in Chianti ; divers poteries, céramiques achromatiques, un alabastre étrusco-corinthien, un œnochoé en bronze (pichet à vin), des fibules en bronze et en fer, divers bijoux, des fragments de têtes de lance et d'épées, un vase funéraire avec couvercle…
La tombe romaine contenait deux boucles d'oreilles en bronze.

## Galerie

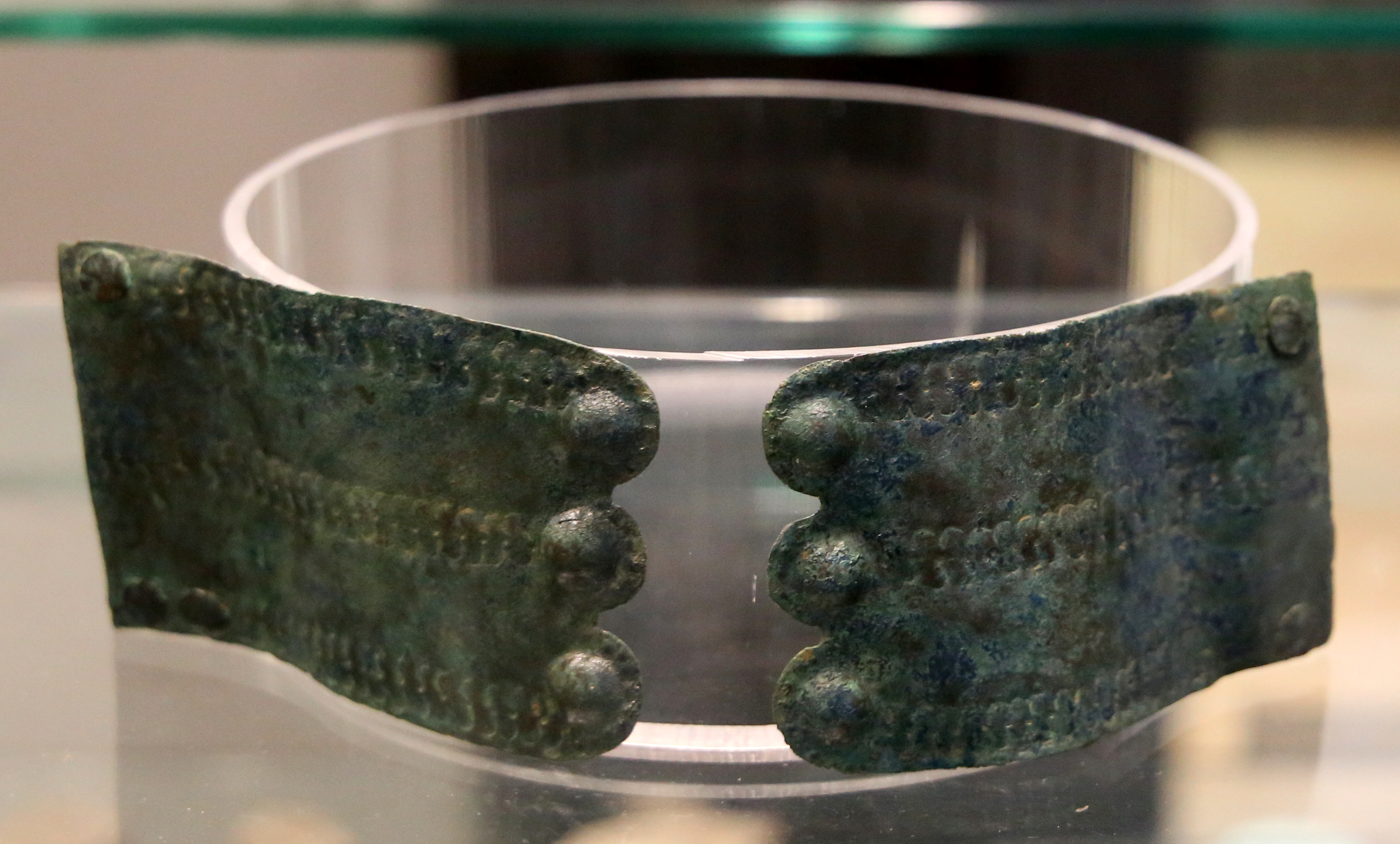
Boucle de ceinture en bronze provenant de la tombe de La Malpensata.